# Борой
Бо́рой (фар. Borðoy), Борё (дат. Bordø) — остров в северо-восточной части Фарерских островов. Относится к региону Норойар.

## Население
На сентябрь 2021 года острове расположены следующие населённые пункты:
| Название                      | Население, чел. |
| ----------------------------- | --------------- |
| Клаксвуйк (фар. Klaksvík)     | 5010            |
| Нордепиль (фар. Norðdepil)    | 158             |
| Норойри (фар. Norðoyri)       | 134             |
| Однафьорур (фар. Árnafjørður) | 77              |
| Оанинар (фар. Ánirnar)        | 53              |
| Депиль (фар. Depil)           | 5               |
| Нортофтир (фар. Norðtoftir)   | 3               |
| Всего                         | 5440            |

Также в северной части острова находятся четыре заброшенных посёлка: Скоалатофтир (фар. Skálatoftir), Мули (фар. Múli), Фоссоа (фар. Fossá) и Стронд (фар. Strond).
Часть населённых пунктов относится к коммуне Клаксвуйк, другие — к коммуне Кваннасунд.

## Транспорт

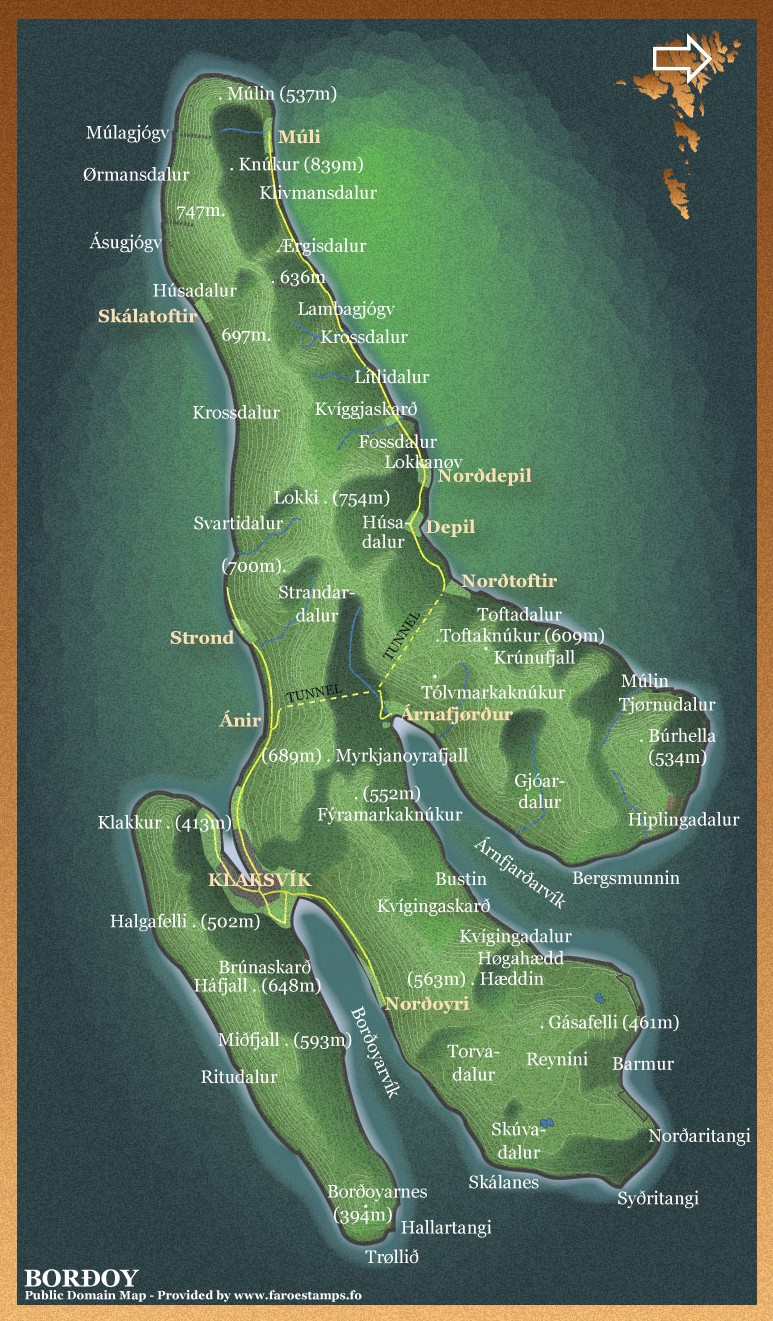
Карта острова Борой

До 2006 года остров был связан паромом с посёлком Лейвик на острове Эстурой. В 2006 году построили Северный тоннель длиной 6,2 километра, который соединил Борой с Эстуроем и другими островами. Две дамбы соединяют Борой с островом Вийой на северо-востоке и островом Куной на северо-западе.

## Фауна
Северное побережье острова и некоторые из южных мысов признаны ключевыми орнитологическими территорией и являются важным местом гнездования морских птиц, особенно качурок и чистиков. Серые крысы, живущие на острове, представляют угрозу для колоний морских птиц.